# Mandevilla muelleri
Mandevilla muelleri är en oleanderväxtart som beskrevs av R. E. Woodson. Mandevilla muelleri ingår i släktet Mandevilla och familjen oleanderväxter. Inga underarter finns listade i Catalogue of Life.